# Polito Vega
Polito Vega (3 août 1937 à Ponce, Porto Rico - ) est un DJ de radio qui a émigré à New York en 1959.
Il anime Fiesta Time, une émission d'une heure et demie sur WEVD, puis sur WBNX. Il anime son émission tous les matins de la semaine (qui s'appellera 100 % Salsa en 1973). Alors que la plupart des autres radios de musique latine diffusent du boléro, il diffuse les genres merengue, guaguancó, son cubain, cha-cha-cha, mambo, guaracha et les artistes Tito Puente, Tito Rodriguez, Machito, Johnny Pacheco, Larry Harlow, Ismael Miranda, Cheo Feliciano, ainsi qu'un des premiers morceaux de la Fania, El Campeón, duo entre Johnny Pacheco et Monguito.
De 1967 à 1970, il anime une émission télé, Club de la Juventud sur Telemundo.
Depuis 1989, il anime l'émission Salsa con Polito tous les samedis après-midi sur la radio FM La Mega 97.9 à New York.
La Fania All Stars a donné en 2004 un concert pour ses 45 ans de services.